# Lambertia uniflora
Lambertia uniflora es una especie de arbusto perteneciente a la familia Proteaceae, originaria de Australia Occidental.

## Descripción
Alcanza un tamaño de 3 m de altura y produce flores de color rojo.

## Taxonomía
Lambertia uniflora fue descrita por Robert Brown y publicado en Anales de Historia Natural 1(3):. 1800.
Etimología
El género fue nombrado en 1798 por Sir James Edward Smith en honor del botánico inglés, Aylmer Bourke Lambert.